# Dolany (district de Plzeň-Nord)
Pour les articles homonymes, voir Dolany.
Dolany (en allemand : Dollana, Dollan) est une commune du district de Plzeň-Nord, dans la région de Plzeň, en République tchèque. Sa population s'élevait à 287 habitants en 2022.

## Géographie
Dolany est arrosée par la Berounka et se trouve à 11 km au nord-est de Plzeň et à 76 km au sud-ouest de Prague.
La commune est limitée par Česká Bříza et Hromnice au nord, par Nadryby au nord-est, par Chrást au sud-est et au sud, et par Druztová et Zruč-Senec à l'ouest.

## Histoire
La première mention écrite du village date de 1266.

## Galerie

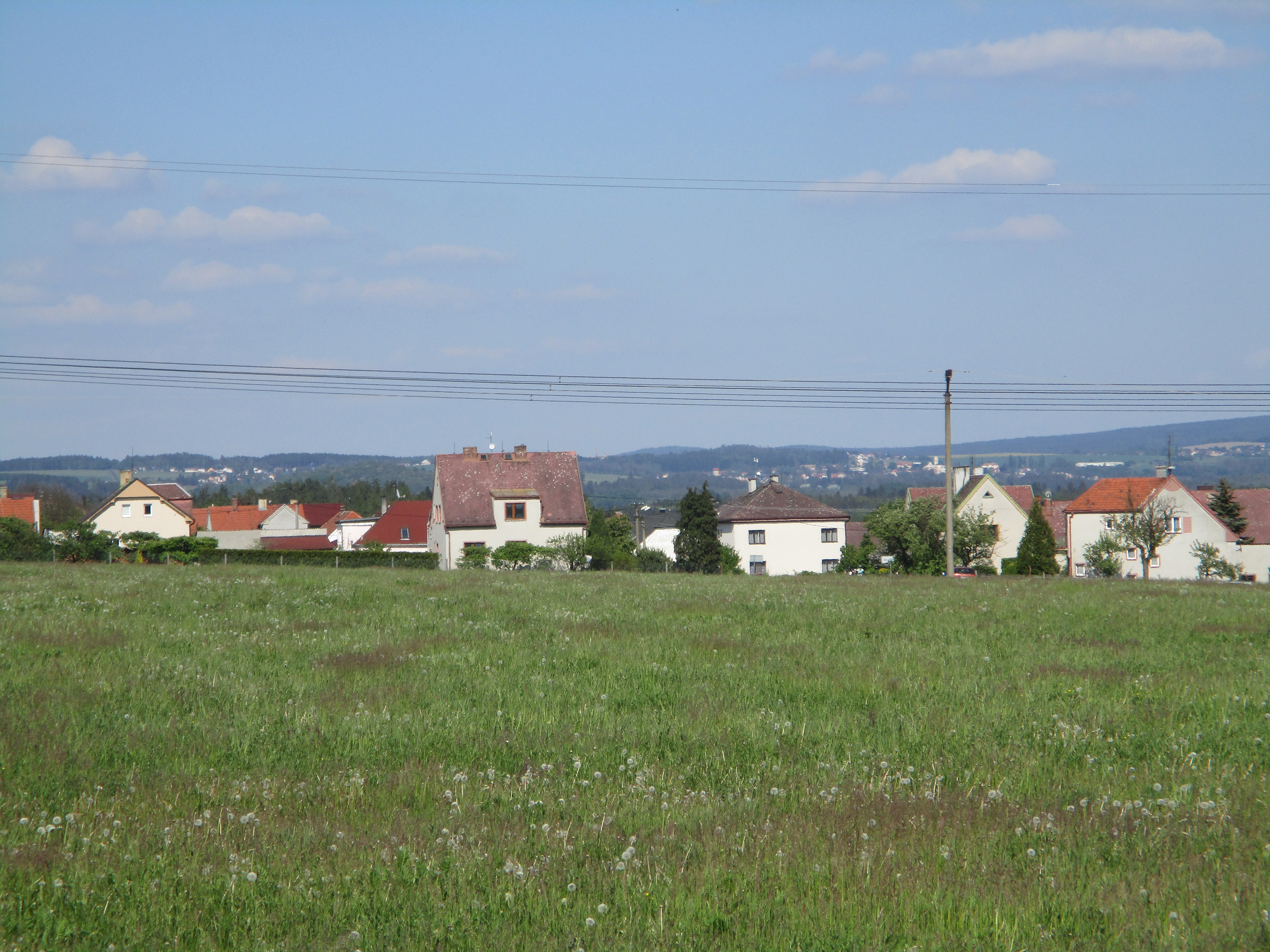
Dolany : vue générale.
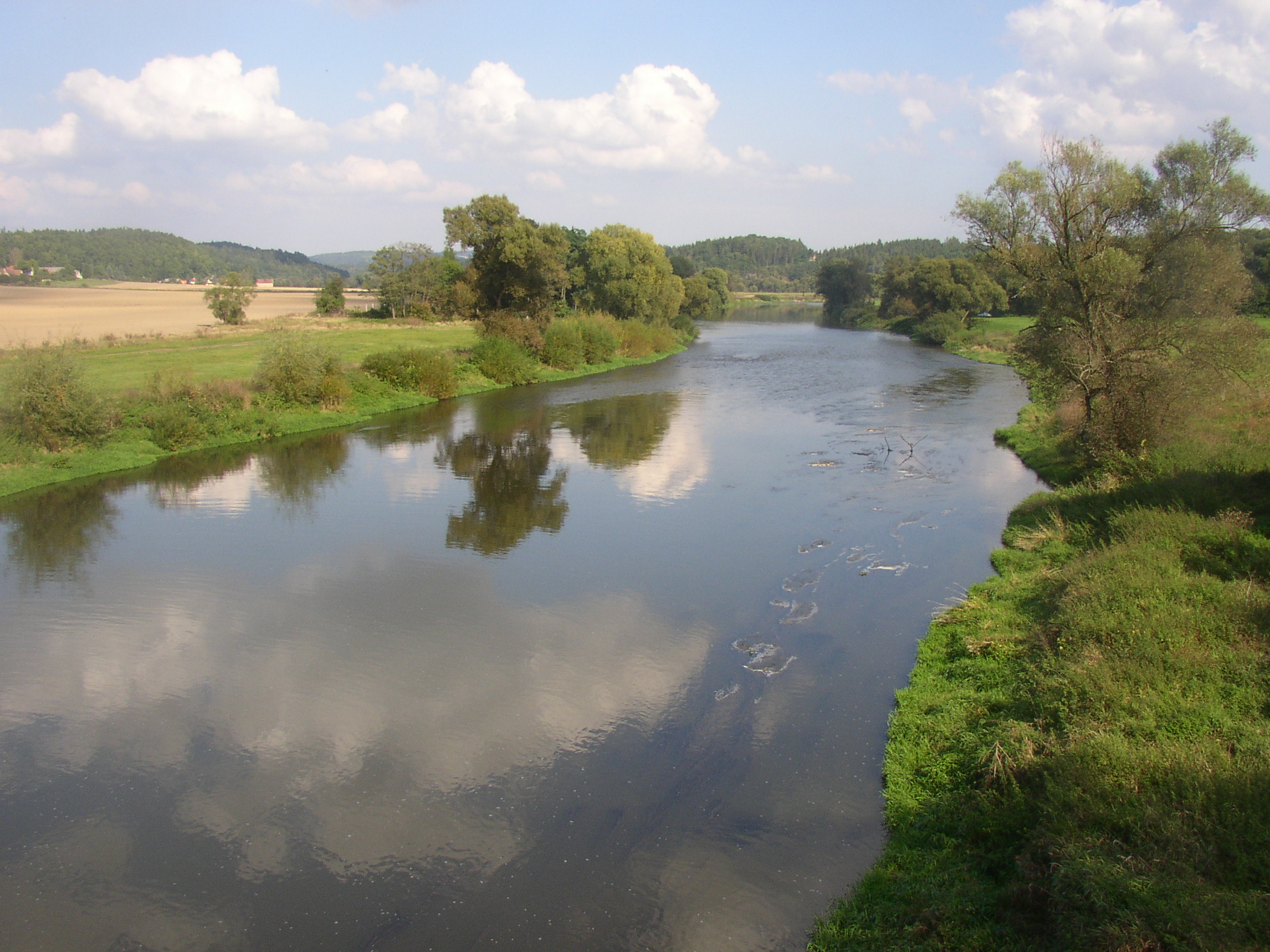
La Berounka, vue du pont de Dolany.

## Transports
Par la route, Dolany se trouve à 12 km de Plzeň et à 95 km de Prague. 